# 남러시아 (1919년~1920년)

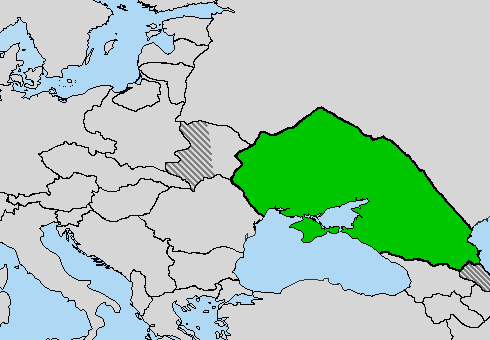
1919년 남러시아가 통치한 영토

남러시아는 러시아 내전 중인 1919년부터 1920년까지 남러시아 지역에 존재하던 군사적 준국가 체제였다.
1919년 1월 8일 러시아 백군이 남부 전선에서 남러시아군을 재편하며 수립되었다. 오늘날의 우크라이나, 크림반도, 쿠반, 북캅카스, 흑토 지대, 볼가 지방, 돈 지방에 걸쳐 통치력을 행사했으나 국경은 명확하지 않았고 적군과의 전투 상황에 따라 변동되었다. 안톤 데니킨 장군이 노보로시스크에 정부를 두고 이끌었다. 그러나 곧 백군이 크림 반도까지 후퇴하며 정부는 해산되었고, 1920년 4월에는 남러시아 정부와 브란겔군이 수립되었다. 1920년 말에는 크림반도 철수로 크림반도까지 적군에 점령되며 남부 전선이 적군 승리로 종결되었다.